# Troglotayosicus meijdeni
Espèce
Troglotayosicus meijdeni est une espèce de scorpions de la famille des Troglotayosicidae.

## Distribution
Cette espèce est endémique du département de Huila] en Colombie. Elle se rencontre vers Rivera.

## Description
La femelle holotype mesure 27,25 mm et la femelle paratype 29,60 mm.

## Étymologie
Cette espèce est nommée en l'honneur d'Arie van der Meijden.

## Publication originale
- Botero-Trujillo, González-Gómez, Valenzuela-Rojas & García, 2017 : « A new species in the troglomorphic scorpion genus Troglotayosicus from Colombia, representing the northernmost known record for the genus (Scorpiones, Troglotayosicidae). » Zootaxa, no 4244(4), p. 568–582.